# Mučedníci z Damašku
Mučedníci z Damašku jsou skupina osmi františkánských mnichů a tří maronitských laiků, zabitých pro svoji víru během občanského konfliktu v pohoří Libanonu a Damašku v noci z 9. na 10. července 1860. Katolická církev je uctívá jako svaté mučedníky.

## Kontext
V noci z 9. na 10. července 1860 byl klášter Kustodie Svaté země Řádu menších bratří v Bab Touma v Damašku napaden skupinou Drúzů. Zde útočníci zavraždili osm františkánů a tři laiky, kteří v klášteře hledali útočiště.

## Seznam mučedníků

### Františkáni
- Manuel Ruiz López – řeholní kněz, Španěl (* 5. května 1804, San Martín de Las Ollas)
- Carmelo Bolta Bañuls – řeholní kněz, Španěl (* 29. března 1803, Borja)
- Engelbert Kolland – řeholní kněz, Rakušan (* 21. září 1827, Ramsau)
- Nicanor Ascanio de Soria – řeholní kněz, Španěl (* 10. ledna 1814, Villarejo de Salvanés)
- Pedro Soler Méndez – řeholní kněz, Španěl (* 28. dubna 1827, Lorca)
- Nicolás María Alberca Torres – řeholní kněz, Španěl (* 10. září 1830, Aguilar de la Frontera)
- Francisco Pinazo Peñalver – laický bratr, Španěl (* 26. srpna 1802, El Chopo)
- Juan Jacobo Fernández y Fernández – laický bratr, Španěl (* 25. července 1808, Piñor)

### Laici
- Abdel Moati Massabki – laik archieparchie damašské
- Francis Massabki – laik archieparchie damašské
- Raphael Massabki – laik archieparchie damašské

## Úcta
Jejich beatifikační proces započal dne 17. prosince 1885, čímž obdrželi titul služebníci Boží. Dne 2. května 1926 podepsal papež Pius XI. dekret o mučednictví osmi františkánů a 7. října téhož roku i zbylých tří laiků.
Blahořečeni pak byli společně dne 10. října 1926 v bazilice sv. Petra papežem Piem XI. Svatořečeni byli dne 20. října 2024 na Svatopetrském náměstí papežem Františkem.
Jejich památka je připomínána 10. července.